# Butlletí del Comitè de Defensa Local
El Butlletí del Comitè de Defensa Local va ser un gaseta política de publicació diària editada entre 23 de juliol de 1936 i el 7 d'abril de 1937, l'edició número 259. Aquest diari era en realitat la continuació de l'antic Diari de Vilanova durant el primer any de la Guerra Civil. La gaseta només va durar un any fins al seu canvi, passant a ser Full Oficial del Consell Municipal. El diari era editat a la per Virella i Soler en català. Era de caràcter revolucionari i estava sota el control de la CNT-FAI i UGT.

## Història
L'origen del Butlletí del Comitè de Defensa Local es troba en l'antic Diari de Vilanova, fundat per José Pers y Ricart l'1 d'agost de 1850. El diari va canviar de nom el 23 de juliol de 1936, a causa de la Guerra Civil, i va caure en mans de la CNT-FAI passant a ser el Butlletí del Comitè de Defensa Local. Aquest estava editat en format d'un gran foli per Virella i Soler, dirigit per Carles Figueres i contenia textos majoritàriament en català, tot i que alguns eren estaven en castellà. El naixement del diari va suposar la desaparició i canvi del Diari de Vilanova al Butlletí del Comitè de Defensa Local. La nova gaseta va néixer durant el primer any de la Guerra Civil. De fet, el canvi no va ser gaire significatiu ja que el diari va continuar fent-se a la mateixa manera per Virella i Soler, tot i que la seva publicació va passar de ser trimestral a diària.
El Butlletí del Comitè de Defensa Local va néixer en un context de guerra, republicans contra nacionalistes. Per aquest motiu, la gaseta va presentar-se com a representant de les comissions d'un comitè que integrava entitats de caràcter polític com POUM, CNT-FAI, ERC, USC, Estat Català, Unió de Rabassaires i UGT. A partir del 8 d'abril de 1937 va canviar el seu nom passant a ser el Full Oficial del Consell Municipal. Durant el període de vida d'aquest butlletí els seus principals col·laboradors van ser Josep Ricart, Emilia Bernús, Enriqueta Huguet sota la direcció de Carles Figueres.
El final del Butlletí del Comitè de Defensa Local va arribar el 8 d'abril de 1937 quan el diari va a passar a ser el Full Oficial del Consell Municipal. La finalització va arribar per la supressió dels comitès als quals el Butlletí representava, i la regularització de la vida municipal a Catalunya. Això va desembocar en el Full Oficial del Consell Municipal, de publicacions a tres columnes en format 439x320 mm, imprès per Virella i Soler. Tot i que el Butlletí del Comitè de Defensa Local va canviar, no va significar la seva mort total ja que la seva transformació en el Full Oficial del Consell Municipal va seguir estant dirigit per Carles Figueres, però canviant el seu contingut.

## Directors i col·laboradors
Des de la seva aparició, el Butlletí del Comitè de Defensa Local va estar sempre dirigit per Carles Figueres, també va ser així durant la seva època com a Full Oficial del Consell Municipal.
Durant el seu període com a Butlletí del Comitè de Defensa Local el diari va comptar sempre amb la col·laboració de Josep Ricart, Emilia Bernús, Enriqueta Huguet sota la direcció de Carles Figueres.
| DIARI                                | DIRECTOR        | COLABORADORS                                |
| BUTLLETÍ DEL COMITÈ DE DEFENSA LOCAL | Carles Figueres | Josep Ricart Emilia Bernús Enriqueta Huguet |
| FULL OFICIAL DEL CONSELL MUNICIPAL   | Carles Figueres | Josep Ricart Emilia Bernús Enriqueta Huguet |